# 기리노케일루스속
기리노케일루스속(Gyrinocheilus)은 잉어목에 속하는 조기어류 물고기 속의 하나이다. 동남아시아에서 발견된다. 기리노케일루스과(Gyrinocheilidae)의 유일속으로 3종으로 이루어져 있다. 빨리 흐르는 산 속의 민물에서 서식한다.

## 하위 종
현재, 3종이 알려져 있다.
- Gyrinocheilus aymonieri (Tirant, 1883)
- Gyrinocheilus pennocki (Fowler, 1937)
- Gyrinocheilus pustulosus Vaillant, 1902